# Temir Jumakadyrov
Temir Kurmangazievich Jumakadyrov parfois orthographié Temir Dzhumakadyrov (né le 4 août 1979 à Rybachye en RSS kirghize et mort le 7 octobre 2017 à Sadovoye au Kirghizistan) est un homme politique kirghize. Il est vice-premier ministre du 26 août 2017 au 7 octobre 2017, moment où il meurt dans un accident automobile dans un trajet en direction de la province de Talas où il allait superviser la bonne tenue des élections présidentielles,,,.

## Biographie
Avant d'accéder au cabinet de Sapar Isakov, Jumakadyrov était secrétaire du Conseil de Sécurité,. Le 26 août 2017, il est nommé vice-Premier ministre du Kirghizistan chargé de la sécurité par le nouveau premier ministre Sapar Isakov. Le 21 septembre 2017, Jumakadyrov remplace un autre vice-premier ministre, Duishenbek Zilaliev, dans la tâche de superviser l'élection présidentielle du 15 octobre, ce dernier ayant été démis pour avoir incité des agents gouvernementaux de la ville de Batken à voter pour le candidat du parti au pouvoir Sooronbay Jeenbekov,. Le 7 octobre 2017, alors qu'il se dirige vers la province de Talas, il est heurté par un camion KamAZ où il est tué en compagnie de son attaché Nurlan Jamgyrchiev et son chauffeur. Sa mort chamboule le pays puisqu'elle arrive à seulement huit jours des élections qu'il était chargé de surveiller, et qu'il était vu comme un potentiel futur chef d'État. Ses funérailles ont eu lieu le 9 octobre 2017 et il fut enterré au Cimetière Ala-Archa. Son poste de vice-premier ministre fut comblé le 25 octobre 2017 par Dair Kenekeyev. Le conducteur du véhicule, Aftandil Taalaybek uulu, est condamné à 10 ans de prison le 2 février 2018 après avoir plaidé coupable.